# فيروز كراوية
فيروز كراوية (1980-) مطربة مصرية.

## حياتها
ظهرت موهبتها الغنائية في سن مبكر بفضل إحدى راهبات مدرستها الإبتدائية التي بدأت في تدريبها منذ كانت في الثامنة من العمر وأشركتها في كورال المدرسة. إلتحقت بعدها فيروز بمعهد الموسيقى العربية ودرست الموسيقى بشكل حر لمدة 3 سنوات تقريباً كما حصلت على دبلومة في العزف على ألة العود والغناء وقراءة النوتة عام 1994.
درست فيروز أيضا الطب لكن ذلك لم يبعدها عن الغناء فقدمت أغنية «قبل الأوان» لفيلم «أسرار البنات». أشتركت في ثلاثة مسرحيات لفرقة المسحراتي بعد تخرجها من مدرسة قصر العيني في عام 2003، قامت خلالها بإعداد التصور الموسيقى لعروض «حكاوى الحرملك» و«حلو مصر» وأدت الأغاني الرئيسية فيها. كما عملت كمخرجة منفذة ومعدة موسيقية لعرض «الملك لير» في الورشة التدريبية بمركز الإبداع الفني بدار الأوبرا وشاركت في إعداد الفيلم التسجيلي «ست بنات» الذي أنتجه معهد السينما.

## أعمالها
- ألبوم «برّه منّي» 2012
- ألبوم «جنينة الإنسان» (صوفي) 2013
- ألبوم «اسكيمو» 2014
- ألبوم «حاجة غريبة» 2015
- ألبوم «قلة المزاج» 2015
- ألبوم «قلبك زحام» 2016